# تریومف تاندربرد ۹۰۰
تریومف تاندربرد ۹۰۰ (به انگلیسی: Triumph Thunderbird 900) یک موتورسیکلت سه‌سیلندر بریتانیایی است که بین سال‌های ۱۹۹۵ تا ۲۰۰۴ توسط کمپانی تریومف در کارخانه هینکلی تولید شد.

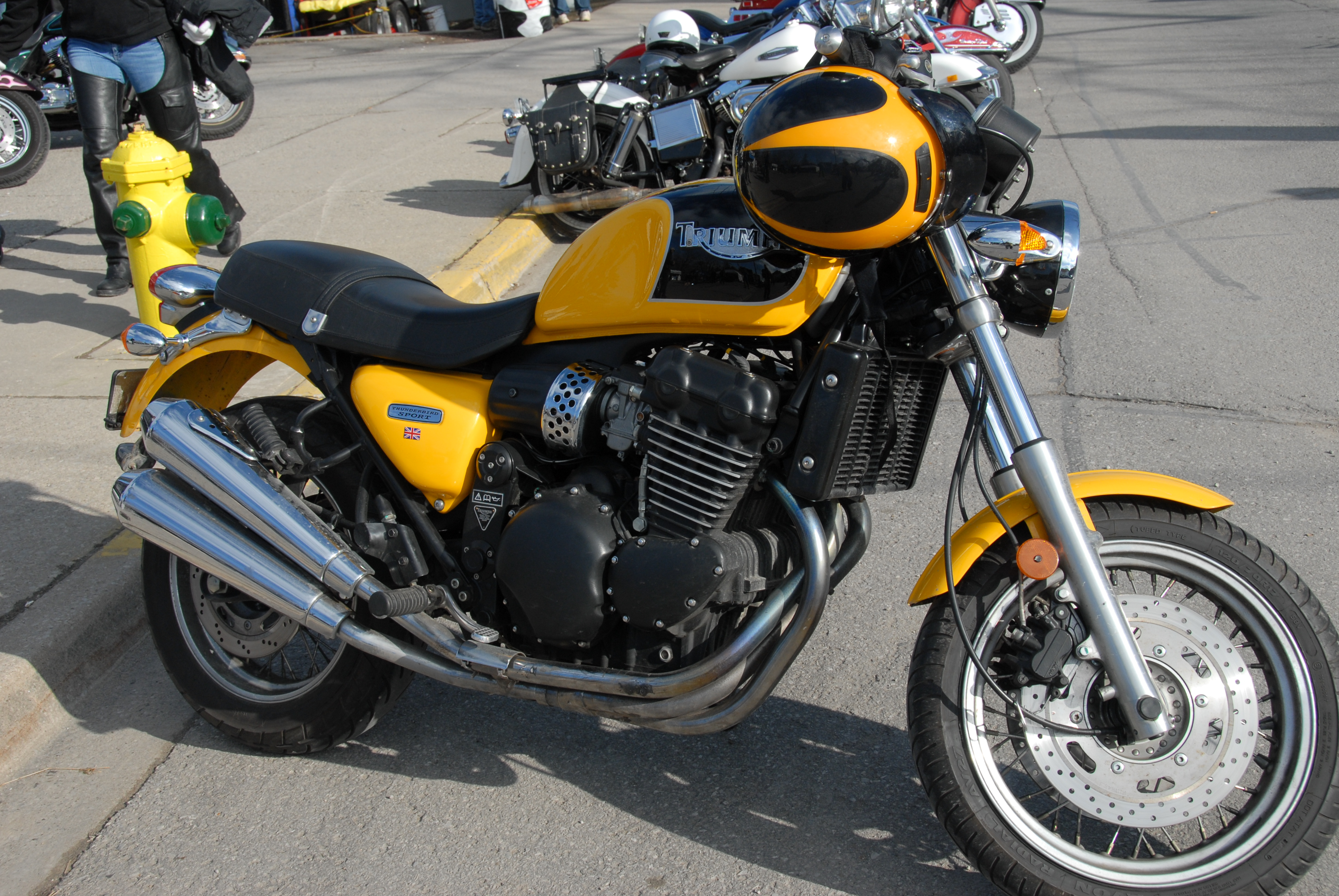
تاندربرد اسپرت

## حضور در رسانه‌ها
پس از معرفی، تریومف تاندربرد به دلیل استفاده از آن توسط بازیگر بسیار محبوب، پاملا اندرسون در فیلم خود، (سیم خاردار)، پوشش مطبوعاتی برجسته ای دریافت کرد. دیگر حضور برجسته رسانه‌ها توسط هیو لوری در فیلم بریتانیایی، شاید عزیزم، با یک ماشین کناری، در سریال آشپزی تلویزیون بی‌بی‌سی دو خانم چاق بود.